# Багдадские встречи
«Багда́дские встре́чи» (англ. They Came to Baghdad) — детективный роман Агаты Кристи. Впервые опубликован в Великобритании 5 марта 1951 года издательством Collins Crime Club, а в США издательством Dodd, Mead & Co. в том же году.
К написанию этой книги Агату Кристи побудили поездки в Багдад со вторым мужем, археологом Максом Маллованом. Это один из немногих романов Кристи в жанре шпионской драмы.

## Сюжет
Секретный саммит сверхдержав состоится в Багдаде, но тайна оказывается раскрыта, и фашистские группы вступают в сговор с целью саботажа события. Молодая туристка Виктория Джонс обнаруживает тайну умирающего в своём гостиничном номере британского агента Генри «Факира» Кармайкла. Его последние слова — «Люцифер … Басра … Лафарж» — побуждают её к расследованию. «Люцифер» — вдохновитель любовника Виктории Эдварда. «Басра» — город, в котором состоялась передача секретных документов. «Лафарж» оказывается «Дефаржем» — ключом к тому, где вышеуказанные документы могут быть найдены.

## Восприятие
Джулиан Макларен-Росс с энтузиазмом отозвался о романе в выпуске The Times Literary Supplement от 20 апреля 1951 года, где он пишет, что это «скорее триллер, чем детектив, хотя в нём много загадок и два сюрприза, приготовленных для заключительных глав; одна из них, пожалуй, лучшая со времен разоблачения преступника в „Тайне семи циферблатов“». Далее он отметил, что «лёгкое мастерство письма снова вызывает восхищение», и заключил, что изобретательские способности Кристи «никогда её не подводят».
Морис Ричардсон из The Observer (4 марта 1951 года) пишет: «Немного легкомысленный и вычурный, местами почти смешной, какими обычно бывают триллеры Агаты Кристи, но в нём есть обычная приятная читабельность и глубоко заложенный злодей».
Роберт Барнард: «Довольно абсурдный пример триллера в духе Кристи, но более живой, чем некоторые другие. Увлекательная героиня и необычайно хорошие второстепенные персонажи — археологи, хозяин гостиницы и т.д. Сюжет связан с попытками помешать „Большой тройке“ (Британия тогда была её членом) собраться вместе и заключить мир. Хотя злодеи не левые, они напоминают её левых идеалистов тридцатых годов (желающих, как обычно, создать „Новое небо и Землю“ — очень опасно!)».